# María Ester de Capovilla
María Esther Heredia Lecaro de Capovilla, conhecida internacionalmente como María Capovilla (Guayaquil, 14 de setembro de 1889 — 27 de agosto de 2006), foi uma supercentenária equatoriana que no momento da sua morte aos 116 anos e 347 dias, foi reconhecida pelo Guinness World Records como a pessoa viva mais velha do mundo.

## Biografia
Maria nasceu em Guaiaquil, ela era filha de um coronel, e viveu uma vida entre a elite da classe alta, atendendo a funções sociais e aulas de arte. Ela nunca fumou nem bebia bebidas espirituosas. Em 1917, ela se casou com um oficial militar, Antonio Capovilla (1864-1949), que morreu em 1949. Eles tiveram cinco filhos, três dos quais moravam na morte de María: Hilda de 81 anos, Irma de 80 anos e  Anibal de 78 anos. Ela também tinha doze netos, vinte bisnetos e dois trinetos.
Aos 100 anos, Maria quase morreu e recebeu os últimos ritos, mas já estava livre de problemas de saúde desde então. Em dezembro de 2005, aos 116 anos, Maria estava em boa saúde para alguém de sua idade e assistia TV, lia o revistas e andava sem o auxílio de uma bengala (embora tivesse ajuda de alguém). Infelizmente, Maria não foi capaz de deixar sua casa nos dois anos antes da morte e ela compartilhou sua casa com sua filha mais velha Hilda e seu genro. Em uma entrevista na mídia, Maria afirmou que ela não gosta do fato de que as mulheres hoje em dia são autorizadas a julgar os homens, e não o contrário.
Em março de 2006, no entanto, a saúde de Capovilla havia diminuído, e ela não conseguiu mais ler o jornal. Maria quase parou de falar e não andou mais, exceto quando ajudou duas pessoas. Ainda assim, Capovilla conseguiu sentar-se em sua cadeira e se fanar, e estava bem até sucumbir a uma pneumonia em 27 de agosto de 2006, apenas 18 dias antes de seu aniversário de 117 anos. Ela é a pessoa mais velha da história do Equador e até Outubro de 2021 a mais velha da história da  América do Sul.

## Registros de idade
Capovilla foi nomeada a pessoa viva mais velha do mundo pelo Guinness World Records em 9 de dezembro de 2005, substituindo Hendrikje van Andel-Schipper, considerada a pessoa viva mais velha do mundo de 29 de maio de 2004 a 30 de agosto de 2005, e Elizabeth Bolden, considerada a pessoa mais velha do mundo de 30 de agosto de 2005 a 9 de dezembro de 2005.
Em 29 de maio de 2006 aos 116 anos e 257 dias, foi a primeira pessoa a ocupar o cargo por dois anos desde a morte de Jeanne Calment em 1997, embora Misao Okawa tenha mantido o título de mulher mais velha do mundo por mais de dois anos, mas não obteve o título a pessoa mais velha do mundo por mais de dois anos, porque Jiroemon Kimura ainda estava vivo.
Guinness observou que "María Esther de Capovilla bateu as chances, não só para viver mais de 116 anos, mas ter os registros para provar isso". Seu porta-voz, Sam Knights, acrescentou em uma entrevista por telefone de Londres que "enquanto muitas vezes é difícil para as pessoas provar sua idade, não houve nenhum problema com nenhum dos documentos que nos mostravam no caso da Sra. Capovilla". Capovilla foi finalmente adicionada ao site Guinness em 12 de abril de 2006.
Após sua morte em 27 de agosto de 2006, aos 116 anos e 347 dias, sua sucessora como pessoa viva mais velha do mundo foi Elizabeth Bolden, a "titular" anterior. Bolden tornou-se a segunda pessoa a recuperar o título depois de perder (a francesa e a recordista mundial de tempos Jeanne Calment foi a primeira).
Ela também foi a última pessoa nascida quando o pintor Vincent Van Gogh ainda estava vivo.